# Emmanuelle Wargon
Emmanuelle Wargon (nascuda Stoléru, Neuilly-sur-Seine, Alts del Sena, 24 de febrer de 1971), és una alta funcionària, lobbista i política francesa.
Després d'haver ocupat diferents llocs administratius al ministeri de Salut, entra al Grup Danone en qualitat de directora de comunicació i d'afers públics, la qual cosa l'ha portada a exercir activitats de lobista industrial, entre d'altres sobre temes ambientals. El 16 d'octubre de 2018, és nomenada Ministra delegada encarregada de l'habitatge amb el ministre de Transició ecològica i solidària.
El 6 de juliol de 2020, és nomenada ministra encarregada d'habitatge al govern Jean Castex.

## Biografia

### Orígens familiars
Nascuda el 24 de febrer de 1971 a Neuilly-sur-Seine (Alts del Sena), és filla única de Lionel Stoléru (1937-2016), secretari d'Estat sota la presidència de Giscard d'Estaing (1974-1981) després de nou sota la segona presidència de François Mitterrand (govern Rocard, 1988-1991), i de la seva esposa Francine Wolff (morta l'any 2009), Antic alumne de l'École nationale d'administration i administradora de la ciutat de París.

### Formació
Efectua els seus estudis secundaris al liceu Molière (París). Es diploma a l'Escola d'alts estudis comercials de París (HEC), a l'Institut d'estudis polítics de París (SCiences-Po) i a l'Escola nacional d'administració (ENA, promoció Marc-Bloch - la mateixa promoció que la del Primer ministre Édouard Philippe).

### Carrera
Comença la seva carrera professional l'any 1997, com auditora a la Cort dels comptes, abans d'esdevenir, l'any 1999, ponent davant de les comissions de deontologia.
Cridada, l'any 2001, com a consellera tècnica de Bernard Kouchner, ministre delegat de Salut, l'any 2002 entra a l'Agència francesa de seguretat sanitària dels productes de salut (Afssaps) en qualitat d'adjunta al Director general.
Promoguda, l'any 2005, consellera referendària a la Cort dels comptes, assumeix, a partir de 2006, les funcions de directora delegada de coordinació i control intern d'Assistència pública-Hospitals de París (AP-HP).
De 2007 a 2010, és directora de gabinet de Martin Hirsch, llavors Alt comissàri de Solidaritats actives contra la pobresa al govern Fillon. És a continuació secretària general dels ministeris socials (Salut, Treball, Esport) fins a l'any 2012, a continuació delegada general de Formació professional i ocupació al ministeri del Treball de 2012 a 2015.
Abandona la funció pública l'any 2015 per entrar al Grup Danone com a «directora de comunicació i de negocis públics », és a dir lobista encarregada de les relacions del grup agroalimentari amb els poders públics i la sostenibilitat).
El 16 d'octubre de 2018, en la remodelació del Segon govern Philippe, mentre encara treballa a la Danone, és nomenada secretària d'Estat d'Ecologia amb el ministre de Transició ecològica i solidària, François de Rugy, on succeeix a Sébastien Lecornu. Aquest últim, promogut ministre d'organització territorial, estava sobretot encarregat de temes energètics.
El 14 de gener de 2019, és designada amb Sébastien Lecornu per animar el « gran debat nacional », organitzat per tal de sortir de la crisi engendrada pel moviment de les Armilles grogues.
El 23 de març de 2020, anuncia estar infectada pel COVID-19 però presentant només símptomes benignes.
És pròxima a Laurent Bigorgne.
Casada amb Mathias Wargon, metge d'urgències a Seine-Saint-Denis, té tres fills (de 15 a 21 anys l'any 2019).

## Controvèrsies pel que fa a la possibilitat de conflictes d'interessos
Segons molts periòdics, la seva condició de « ex-lobista en cap » en matèria mediambiental del grup Danone, la qual cosa l'ha portada a defensar l'oli de palma o els OGM, posa interrogants sobre el poder dels lobby denunciat per Nicolas Hulot, en la seva dimissió d'agost de 2018. A més, aquesta successió d'altes càrrecs públic-privat-públic és novament criticada com un cas de « portes giratòries », semblant al de la seva col·lega al ministeri de la Transició ecològica i solidària, Bruna Poirson, que anteriorment havia treballat per a Veolia.

El seu ministre, François de Rugy indica que 
| « | el que seria incòmode, fóra que com a secretària d'Estat digués que anem a desenvolupar l'oli de palma a França quan aquesta no és la nostra política | » |

. Destaca observar que el seu estatus d'antiga representant d'interessos és una « força » per a l'ambició ecològica portada pel ministeri, subratlli [que ella és] una dona lliure i una alta funcionària lligada a l'interès general i indiqui que ella marxaria si estigués en una situació de conflicte d'interessos, prenent l'exemple del plàstic per a la qual Bruna Poirson (que havia treballat per a un gran grup al tractament dels residus).

## Distincions
- Cavaller de l'Orde del mèrit (2015)[21]